# STS-86
STS-86 byla mise raketoplánu Atlantis. Jednalo se o 87. let raketoplánu a 20. let raketoplánu Atlantis. Cílem letu bylo sedmé setkání raketoplánu s ruskou orbitální stanicí Mir. Raketoplánem se na Zemi vracel C. Michael Foale, který pracoval na vesmírné stanici a kterého zde vystřídal David A. Wolf. Kromě zásob včetně pitné vody, dopravil raketoplán na Mir především nový palubní počítač. Astronauté uskutečnili jeden výstup do otevřeného kosmu (EVA), kdy ze stykového modulu odmontovali zařízení experimentu (MEEP - Mir Environmental Effects Payload) a přemístili jej do raketoplánu k dopravě na Zemi k vyhodnocení.

## Posádka
- James D. Wetherbee (4), velitel
- Michael J. Bloomfield (1), pilot
- Vladimir Titov (5), letový specialista 1, Roskosmos (CPK)
- Scott E. Parazynski (2), letový specialista 2
- Jean-Loup Chrétien (3), letový specialista 3 - (CNES)
- Wendy B. Lawrenceová (2), letový specialista 4

### Nový člen posádky Miru
- David A. Wolf (5), letový specialista 5

### Návrat z mise na Miru
- C. Michael Foale (5), letový specialista 6

V závorkách je uvedený dosavadní počet letů do vesmíru včetně této mise.
Při letu STS-86 měla být na vesmírnou stanici namísto Michaela Foaleho dopravena původně Wendy Lawrencová. Dne 30. července 1997 se však NASA a Roskosmos dohodly, že ji namísto Lawrenceové poletí její záložník David Wolf, který měl letět na Mir až s expedicí STS-89. Důvodem byly ruské skafandry Orlan, pro které byla Wendy při výšce 160 cm příliš malá. Rusové totiž trvali na tom, aby se výstupu do vesmíru zúčastnil i americký člen posádky.

## Příprava ke startu
Po přistání z předchozí mise STS-84 dne 25. dubna 1997 byl družicový stupeň raketoplánu dopraven do haly OPF-3 (Orbiter Processing Facility ). Technici vyjmuli modul Spacehab, demontovali a začátkem července nahradili hlavní motory SSME. Modul Spacehab byl mezitím v budově VPF připraven k nové misi. Samotný Atlantis se dočkal výměny dvou palivových baterií a jednoho okna v pilotní kabině. Počátkem července technici v budově VAB namontovali pomocné startovací motory SRB a 11. srpna spojili orbiter raketoplánu a odhazovací nádrž ET. Na odpalovací rampu 39A se Atlantis dostal 18. srpna. Dne 5. září byl do nákladového prostoru namontován modul Spacehab.

## Start plný pochybností

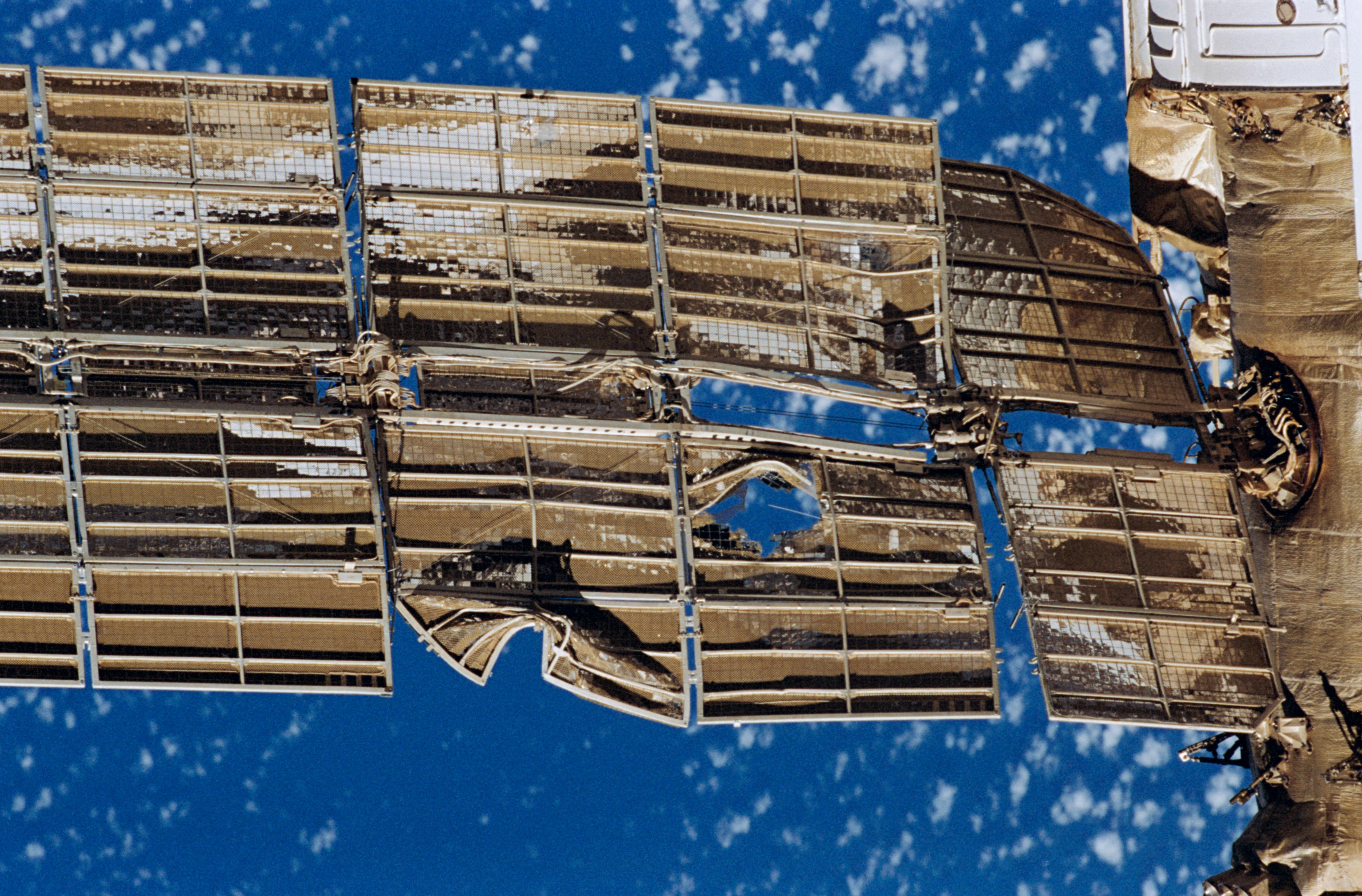
Poničený solární panel na ruské vesmírné stanici Mir

Datum startu bylo stanoveno na 26. září 1997 se začátkem startovního okna na 02:34 UTC (22:34 východoamerického času (EDT) dne 25. září). Ještě v době odpočítávání T -43 hodin nebylo jisté, zda se astronaut Wolf stane budoucím členem posádky Miru.Rozhodnout měl administrátor NASA Daniel Goldin, který byl v té době s viceprezidentem USA Al Gorem na jednáních v Moskvě. Opoziční hlasy upozorňovaly na technické problémy Miru a na hrozící komplikace. Kritici se odvolávali především k více než stostránkovému dokumentu generální inspektorky NASA Roberty Grossové. V tomto dokumentu Grossová dokládala, že situace na Miru je ještě horší, než informovala média. Podle inspektorky astronaut Foale dokonce, když musel opustit své obydlí v poškozeném modulu Spektr, prohlásil: „Žiji tu hůře, než pes vyhozený na ulici.“
Daniel Goldin si po návratu z Ruska do USA vyžádal stanovisko Foaleho, který pokračování letů k Miru podpořil. Pro byl i astronaut Wolf a start raketoplánu byl definitivně odsouhlasen až dvanáct a půl hodiny před startem. Samotné odpočítávání proběhlo bez problémů a Atlantis se odpoutal od země 26. září 02:34:19,058 UTC se zpožděním pouhých 58 milisekund oproti plánu. Raketoplán byl naveden na výchozí oběžnou dráhu ve výši 256-298 km, se sklonem 51,65° a s dobou oběhu 90,05 minut, bez problémů v čase T+40 minut. Po obvyklé prověrce systémů posádka otevřela nákladový prostor a piloti provedli první z korekčních manévrů v rámci stíhání ruské stanice. Astronauté poté začali ve Spacehabu oživovat vědecké experimenty.

## Průběh letu
Dne 26. září okolo 13:00 UTC byl Atlantis přibližně 5000 km od Miru, ale přibližoval se k němu s každým obletem země. Po budíčku v 16:34 UTC začali piloti Wetherbee a Bloomfield připravovat setkávací manévry. Parazynski a Titov zatím zaměřili svou pozornost na kontrolu skafandrů, určených pro pobyt ve volném prostoru. Pokračovala také příprava stykovacího modulu pro setkání s Mirem. Ke spánku, zkrácenému na 7 hodin, se posádka uložila okolo 05:30 UTC.
Dne 27. září provedl Atlantis druhý korekční manévr. Kolem 17:30 UTC začal samotný přibližovací manévr (TI) do vzdálenosti necelých 100 m od stanice. Obě tělesa se spojila v 19:58 UTC a ve 21:45 se otevřely průlezy a velitelé Solovjov a Wetherbee si potřásli rukama. Jako první kus nákladu byl na Mir předán nový palubní počítač. Poté prošla posádka raketoplánu bezpečnostní instruktáží, jak se na palubě stanice chovat.
Dne 28. září obě posádky přenášely náklad z raketoplánu. Wolf a Foale byli po většinu času společného letu společně a trávili čas předáváním informací. Foale ukázal Wolfovi jednotlivá zařízení a experimenty na stanici a pomohl mu zabydlit se v modulu Kvant-2. V průběhu dne se také uskutečnil experiment (MiSDE - Mir Structural Dynamics Experiment), zaměřený na vliv stabilizačních motorů na dynamiku dvousettunové stanice. Účelem bylo nasbírat zkušenosti pro provoz stanice ISS.

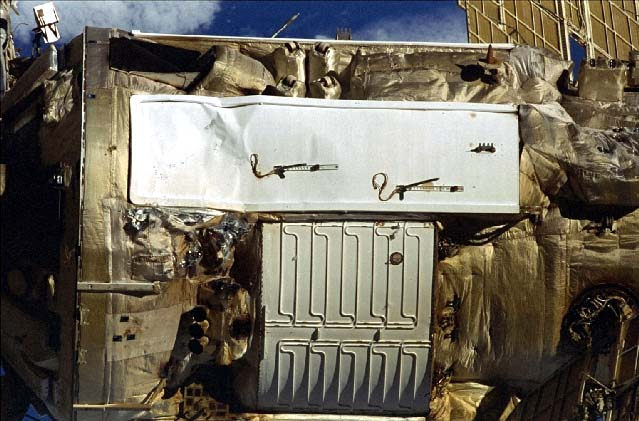
Modul Spektr byl v době návštěvy Atlantisu již značně poškozený

Následující den pokračovala překládka nákladu včetně přenášení výsledků experimentů i části nefunkčního vybavení stanice směrem do raketoplánu.
Dne 30. září se astronauti Titov a Parazynski připravovali k výstupu do otevřeného prostoru (EVA). Znovu prověřili skafandry a nářadí, které k plánované vycházce potřebovali. Ostatní mezitím dále přenášeli náklad, takže večer toho dne bylo přemístěno 77 % nákladu, včetně 550 kg z plánovaných 770 kg vody.
Dne 1. října byly uzavřeny průlezy mezi Mirem a Atlantisem, aby mohli Parazynski s Titovem vystoupit do otevřeného prostoru. Bylo to nutné, protože přechodová komora, z níž měli astronauti vystoupit, přiléhala k přechodovému tunelu. Do vesmíru vystoupila dvojice v 17:29 UTC. Primárním úkolem bylo sejmutí čtyř schránek , které na povrchu stykovacího modulu Miru rok a půl sbíraly údaje o znečištění v bezprostředním okolí kosmické stanice. Tuto práci dokončili muži kolem 21:00 UTC. Druhým úkolem bylo upevnění na povrch stykovacího modulu zařízení SAC, které mělo posloužit k utěsnění díry v boku modulu Spektr. Po 5 hodinách a 1 minutě se ve 23:30 UTC vrátili do přechodové komory. Úspěšná byla také výměna hlavního počítače ruské stanice, na které souběžně s výstupem pracovali Solovjov a Vinogradov.

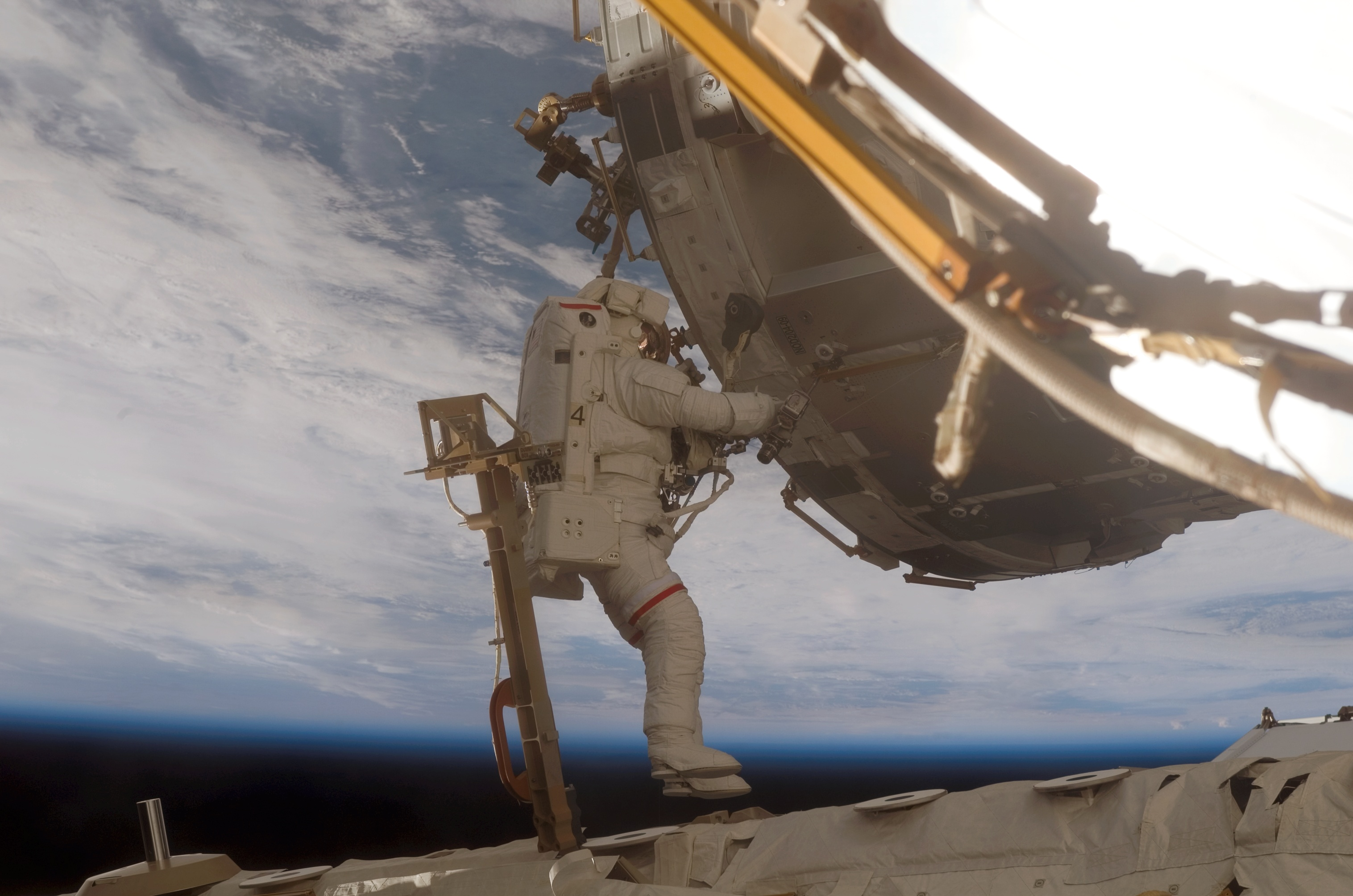
Astronaut Scott Parazynski během prací v otevřeném prostoru (mise STS-120)

Po prověrkách nového počítače uvedla posádka Miru 2. října znovu do provozu gyrodony – setrvačníkový stabilizační systém stanice. Ten musel být po dobu výměny počítače mimo provoz. Společně s americkými kolegy z Atlantisu absolvovali velkou tiskovou konferenci, na níž zhodnotili význam společných expedic pro přípravu chystané mezinárodní vesmírné stanice Alfa. Odpoledne se posádky rozloučily a ve 22.45 UTC se naposledy uzavřely průlezy mezi Mirem a raketoplánem.
Dne 3. října se raketoplán vzdálil od stanice. Ve vzdálenosti 72 metrů provedl inspekční oblet stanice. Kosmonauté na Miru otevřeli ventil tlakování modulu Spektr a posádka Atlantisu měla za úkol zjistit, zda jsou vidět drobné úlomky, které odlétají při úniku vzduchu prasklinou ve stanici. První pokus byl úspěšný, druhý (o 20 minut později) již nebyl tak jednoznačný. Ve 20:16 UTC Atlantis zažehl motory OMS a začal se od Miru vzdalovat. Dalším manévrem se raketoplán dostal na oběžnou dráhu ve výši 356–379 km a rychlost vzdalování od ruského komplexu vzrostla na téměř 200 km za oběh.
Dne 4. října, v den 40. výročí vypuštění první družice Země – Sputniku, se začala posádka Atlantisu připravovat na přistání. To bylo naplánované na neděli na 22.59 UTC. Zatímco piloti prováděli obvyklé prověrky systémů, ostatní dokončovali experimenty. Přistání 5. října ale nevyšlo kvůli oblačnosti nad Kennedyho vesmírným střediskem (KSC). Jelikož předpověď počasí byla nepříznivá také na pondělí, byla vyhlášena pohotovost pro pozemní týmy na záložním letišti Edwardsovy letecké základny v Kalifornii.

## Přistání
Kolem 18:00 UTC uzavřela posádka dveře nákladového prostoru, ale počasí na Floridě bylo stále nepříznivé. Nad Kennedyho vesmírným střediskem velká oblačnost, na Edwardsově letecké základně příliš silný boční vítr. Mraky se postupně roztrhaly a řídící středisko dalo ve 20:36 UTC definitivní souhlas k přistání na Floridě. Ve 20:48 UTC posádka na tři a půl minuty zažehnula motory OMS a raketoplán začal sestupovat. Ve 21:23 UTC proletěl ve výšce 121 km pomyslnou hranici atmosféry. Hlavní podvozek se dotkl přistávací dráhy 6. října 1997 ve 21:55:09 UTC (17:55:09 místního času) a celý raketoplán se zastavil ve 21:56:31 UTC.
Družicový stupeň Atlantis byl v noci na 7. října převezen do haly OPF-3. Zde byl odstrojen a připraven k převozu do Kalifornie k opravě, plánované na 11. listopad.